# Prinny 2: Dawn of Operation Panties, Dood!
Prinny 2: Dawn of Operation Panties, Dood ! est un jeu vidéo d'action-plates-formes développé et édité par Nippon Ichi Software en 2010 sur le PlayStation Network.
Ce jeu est un dérivé de la série Disgaea. Le manchot nommé Prinny est ici le personnage principal.